# Alinazar

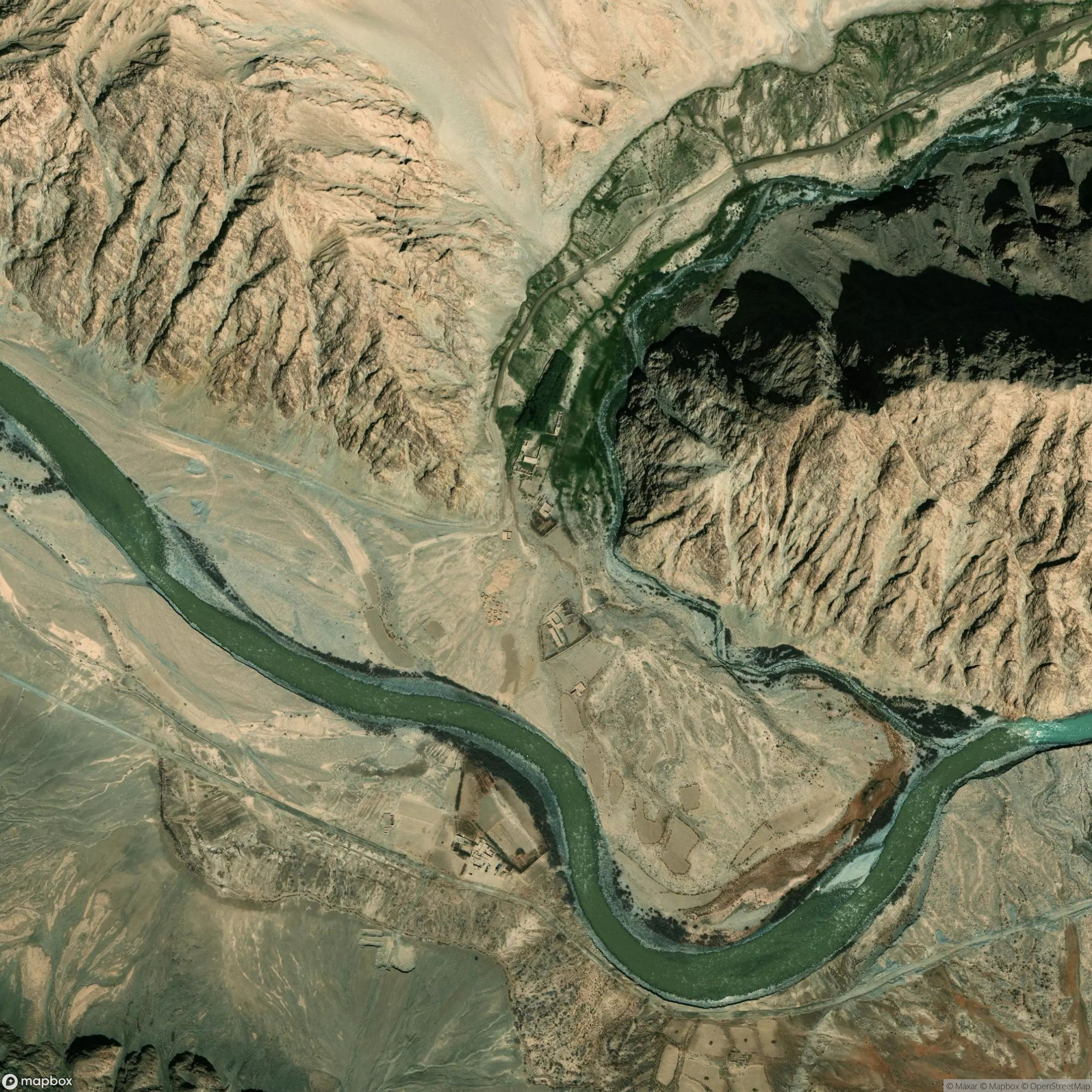
Photographie satellite du hameau (36°34'17.6"N 78°12'33.5"E).

Alinazar, ou Ali Nazar ou encore Ali Nazar Kurgan (en chinois : 蒙古包, Ménggǔbāo) est un hameau situé dans le comté de Pishan, au Xinjiang, en Chine. Il est situé à 3330 mètres d'altitude, au sein de la cordillère du Kunlun et bordant la rivière Karakach.

## Étymologie
Le nom local du hameau se retrouve sous plusieurs formes : Alinazar, Ali Nazar, Ali Nazar Kurgan ou encore Ali Nazar Kurghan. Il provient du nom d'un voleur nommé Ali Nazar qui y a vécu avec sa femme au XIXème siècle.
Toutefois, le nom chinois attribué au hameau est 蒙古包 (Ménggǔbāo), soit « yourte », un choix étrange étant donné que le village n'en contient aucune, d'autant que Ménggǔbāo ne ressemble phonologiquement en rien au nom local, procédé qui est pourtant la norme dans la transcription des noms propres étrangers vers le chinois, notamment pour les localités à proximité.

## Géographie

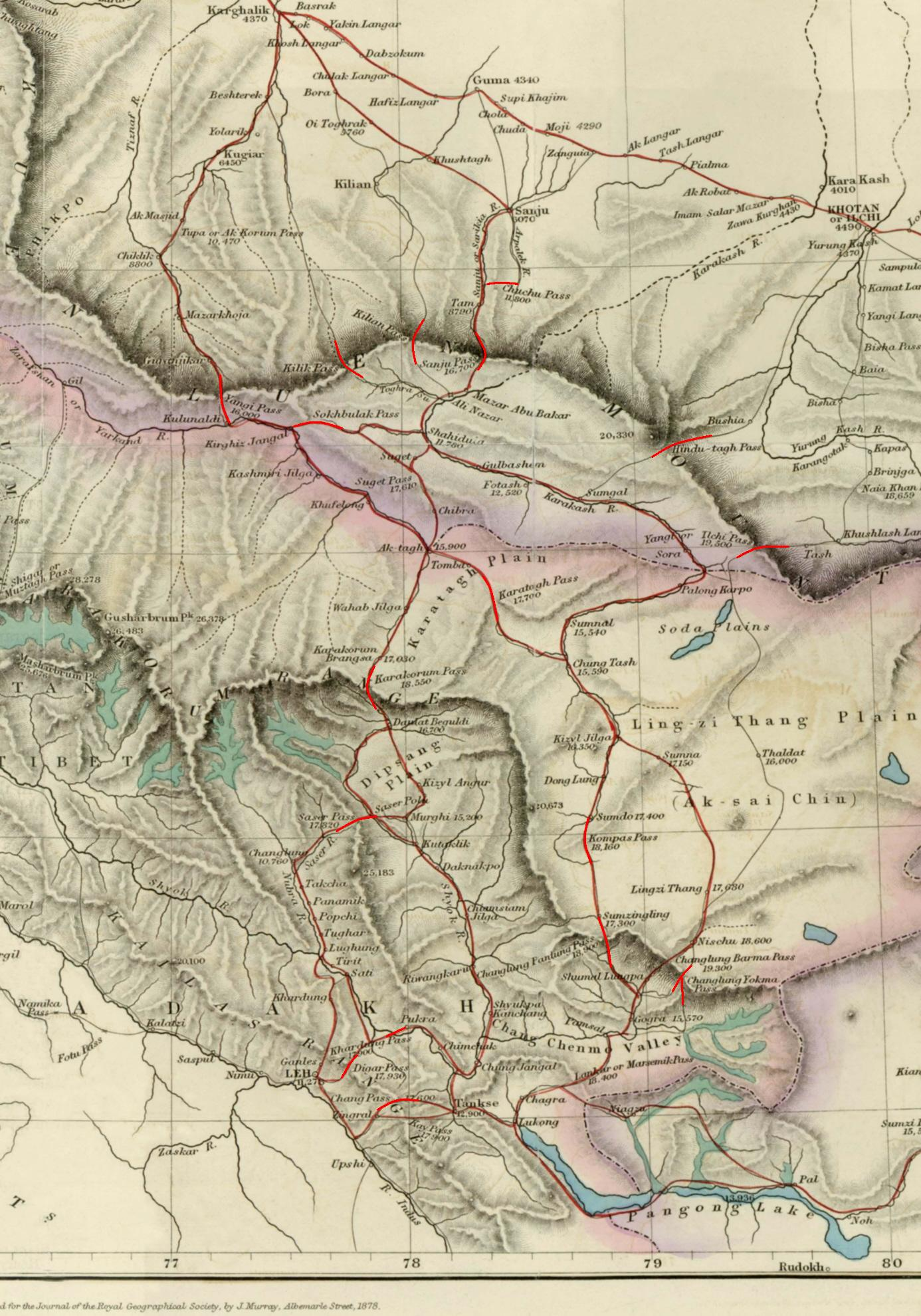
Carte du XIXe siècle indiquant la localisation erronée d'Ali Nazar, le hameau se situe en réalité à l'emplacement de "Mazar Abu Bakar".

Le hameau est situé au sein d'une région très isolée, peu développée et mal dotée en infrastructures, il entouré de montagnes très escarpées, ce qui est la norme dans la région, sa position exacte est 36°34'17.6"N 78°12'33.5"E.
Il se situe à la confluence entre la rivière Karakach et l'Azghallik Jilga (Aziganlekegou 阿孜干勒克沟).
Il est situé à peu près à mi-chemin entre le hameau de Pilatgash (Penlitahanxi 盆里塔汗希) et du village de Sarikia (Serikekeercun 色日克克尔村), aussi nommé Ilinagar.
Un lieu dit nommé Ashmazaro (Aiximanjurao 爱西满居绕 ou Aiximaizhuoru 艾希买卓如) est situé au sud du hameau.
Il constitue une étape nécessaire pour arriver au col de Sanju situé onze kilomètres au nord, permettant d'accéder au bassin du Tarim.
Du fait de l'absence de terres cultivables en nombre suffisant, les habitants, des kirghizes sédentarisés, vivent du pastoralisme.
La localité la plus importante à proximité est Saitoula ou Shahidoullah (Saitula 赛图拉), située à une trentaine de kilomètres au sud-ouest du hameau, toujours le long du Karakach. Elle constitue une importante base militaire chinoise.

## Histoire
Le hameau regroupe un ensemble d'anciens tombeaux musulmans où il est dit que Yaqub Beg, l'émir de Kachgar, les auraient construits.
Un fort a également été construit au XIXe siècle par ce même émir dans le hameau afin de défendre le col de Sanju. Il est aujourd'hui en ruines. C'est un bâtiment en terre entouré par un mur muni de meurtrières.
Le hameau est situé sur un passage qui était très convoité au XIXe siècle dans le cadre du commerce entre le Cachemire et le bassin du Tarim.